# Xenagia subroseata
Xenagia subroseata är en fjärilsart som beskrevs av Walker 1866. Xenagia subroseata ingår i släktet Xenagia och familjen mätare. Inga underarter finns listade i Catalogue of Life.